# Yongle (köping i Kina, Shanxi)
Yongle (kinesiska: 永乐, 永乐镇) är en köping i Kina. Den ligger i provinsen Shanxi, i den norra delen av landet, omkring 410 kilometer sydväst om provinshuvudstaden Taiyuan. Antalet invånare är 22 205. Befolkningen består av 10 910 kvinnor och 11 295 män. Barn under 15 år utgör 14,0 %, vuxna 15-64 år 76 %, och äldre över 65 år 8,0 %.
Genomsnittlig årsnederbörd är 679 millimeter. Den regnigaste månaden är juli, med i genomsnitt 160 mm nederbörd, och den torraste är december, med 2 mm nederbörd.